# Глобоче
Глобоче (словен. Globoče) — поселення в общині Войник, Савинський регіон, Словенія. 
Висота над рівнем моря: 290 м.